# ساركوما رحمية
الساركوما الرحمية (بالإنجليزية: Uterine sarcoma)‏ هي مجموعة من الأورام الخبيثة التي تنشأ في عضلات الرحم الملساء والأنسجة الأخرى التي تدعمه.

## الانتشار
الساركوما الرحمية نادرة، إذ تشكل 4% فقط من الأورام الخبيثة التي تصيب جسم الرحم.

## عوامل الخطر
السبب غير معروف، لكن هناك بعض العوامل التي ترفع احتمالية الإصابة:
- التعرض للمعالجة الإشعاعية على الحوض.
- التعرض للأشعة السينية.
- استخدام التاموكسيفين كجزء من علاج سرطان الثدي، ينبغي على المريضة إجراء فحص للحوض سنوياً وملاحظة أي نزيف مهبلي غير طبيعي واستشارة الطبيب في أسرع وقت.

## الأنواع
يشمل عدة أنواع كالساركوما العضلية الملساء، والساركوما البطانية السدوية الرحمية، والساركوما السرطانية، وأنواع أخرى.
- إذا نشأت من سدى (ستروما) بطانة الرحم تسمى الساركوما البطانية السدوية الرحمية.
- إذا نشأت من عضلات الرحم تدعى الساركوما العضلية الملساء.
- الساركوما السرطانية تصيب النسيج الطلائي والأنسجة الأخرى في الرحم.

## التصنيف
الساركوما العضلية الملساء تصنف تبعاً لنظام 2009 FIGO (كانت تصنف سابقاً كسرطان بطانة الرحم)، وهو كالتالي:
- المرحلة 1:

الورم في الرحم فقط.
1أ: ≤5 سم في أكبر أبعاده
1ب:>5 سم
- المرحلة 2:

يمتد الورم خارج الرحم، لكن لا يتجاوز الحوض.
2أ: يصيب ملحقات الرحم
2ب: يصيب أنسجة الحوض.
- المرحلة 3:

3أ: موضع واحد
3ب: أكثر من موضع
3ج: يصيب عقد لمفاوية ناحية.
- المرحلة 4:

4أ: يصيب المثانة البولية أو المستقيم.
4ب: ينتشر بعيداً كالعقد اللمفاوية داخل البطن وأصل الفخذ (عدا ملحقات الرحم)، وأحشاء الحوض والبطن.
الساركوما البطانية السدوية الرحمية، والساركوما السرطانية تصنف كالسابق مع اختلاف المرحلة 1:
- المرحلة 1: الورم في الرحم فقط

1أ: في بطانة الرحم وعنق الرحم فقط.
1ب: يغزو <½ طبقة عضل الرحم
1ج: يغزو>½ طبقة عضل الرحم
سرطان قناتي مولر المختلط هو أحد أنواع الساركوما السرطانية ويُصنف كسرطان بطانة الرحم:
- المرحلة 1: في الرحم فقط

1أ: يصيب <½ طبقة عضل الرحم
1ب: يصيب ≥½ طبقة عضل الرحم
- المرحلة 2: يغزو ستروما (سدى) عنق الرحم، لكنه لا يمتد إلى خارج الرحم
- المرحلة 3: انتشار موضعي وناحي

3أ: يغزو الغشاء المصلي للرحم وملحقات الرحم
3ب: يغزو المهبل ومجاورات الرحم
3ج: يغزو العقد اللمفاوية في الحوض وما حول الأورطى
3ج1: يصيب العقد اللمفاوية في الحوض
3ج2: يصيب العقد اللمفاوية حول الأورطى
- المرحلة 4:

4أ: يغزو المثانة البولية و/أو الغشاء المخاطي للأمعاء
4ب: ينتشر بعيداً كالعقد اللمفاوية داخل البطن وأصل الفخذ.

## الأعراض والعلامات
- نزيف مهبلي خلاف الدورة الشهرية.
- نزيف ما بعد سن اليأس
- كتلة في المهبل
- ألم أو إحساس بالامتلاء في البطن
- كثرة التبول[2]

## التشخيص

توسيع و كحت الرحم

### الفحص الإكلينيكي الشامل
يتم أخذ التاريخ المرضي للمريضة وفحصها كلياً.

### فحص الحوض
يتم فحص المهبل وعنق الرحم والرحم وقناتي فالوب والمبيض والمستقيم:
- فحص الأعضاء التناسلية عيانياً.
- منظار المهبل ذو اليدين: جهاز يقوم بفتح جدار المهبل ليتمكن الطبيب من فحص المهبل وعنق الرحم.
- فحص الإصبعين: يتم إدخال إصبعين إلى المهبل، واليد الأخرى على البطن ويقوم الطبيب بفحص الرحم بكلتا اليدين.
- السونار المهبلى (الأشعة التليفزيونية عن طريق المهبل): يتم فحص المثانة والمهبل وعنق الرحم والرحم وقناتي فالوب.

### فحص عينات
يتم أخذ عينات بطرق مختلفة:
- لطاخة بابا نيكولاو: يتم أخذ عينة من سطح المهبل وعنق الرحم وفحصها مجهرياً.
- توسيع وكحت الرحم: يتم توسيع عنق الرحم وكحت سطحه لأخذ عينة منه ثم فحصها مجهرياً.
- عينة من بطانة الرحم: عن طريق أنبوبة مرنة رفيعة يتم إدخالها إلى الرحم عن طريق المهبل وأخذ عينة صغيرة وفحصها.[2]

## العلاج
يعتمد العلاج على المرحلة ونوع الورم وحالة المريضة، الجراحة هي الحل الأمثل إن أمكن؛ يتم عمل استئصال كلي للرحم عن طريق البطن مع استئصال قناتي فالوب والمبيضين، وقد يتم استخدام العلاج الإشعاعي والعلاج الكيميائي والعلاج الهرموني.
وبشكل عام، توقع سير المرض سيئ، والساركوما الرحمية سريعة الانتشار.